# Тоцука Тецуя
Тоцука Тецуя (яп. 戸塚 哲也, нар. 24 квітня 1961, Токіо —) — японський футболіст, що грав на позиції півзахисника.

## Клубна кар'єра
Грав за команду Верді Кавасакі, Касіва Рейсол.

## Виступи за збірну
Дебютував 1980 року в офіційних матчах у складі національної збірної Японії. У формі головної команди країни зіграв 18 матчів.

## Статистика
Статистика виступів у національній збірній.
| Збірна Японії | Збірна Японії | Збірна Японії |
| Роки          | Ігри          | голи          |
| ------------- | ------------- | ------------- |
| 1980          | 4             | 0             |
| 1981          | 8             | 0             |
| 1982          | 4             | 3             |
| 1983          | 0             | 0             |
| 1984          | 0             | 0             |
| 1985          | 2             | 0             |
| Усього        | 18            | 3             |

## Титули і досягнення
- Чемпіон Японії (5): 1983, 1984, 1986-87, 1990-91, 1991-92
- Чемпіон Японії (1): 1993
- Володар Кубка Імператора Японії (3): 1984, 1986, 1987
- Володар Кубка Японської футбольної ліги (3): 1979, 1985, 1991
- Володар Кубка Джей-ліги (2): 1992, 1993
- Переможець Азійського кубка чемпіонів (1): 1987-88
- Найкращий бомбардир Чемпіон Японії (2): 1984, 1990-91